# بور ملك
بور ملك هي قرية في مقاطعة ورزقان، إيران. عدد سكان هذه القرية هو 84 في سنة 2006.